# Tosny
Tosny ist eine Ortschaft und eine ehemalige französische Gemeinde mit 627 Einwohnern (Stand: 1. Januar 2018) im Département Eure in der Region Normandie. Sie gehörte zum Arrondissement Les Andelys und zum Kanton Gaillon.
Mit Wirkung vom 1. Januar 2017 wurden die früheren Gemeinden Venables, Bernières-sur-Seine und Tosny zu einer Commune nouvelle namens Les Trois Lacs zusammengelegt. Die ehemaligen Gemeinden haben in der neuen Gemeinde den Status einer Commune déléguée. Der Verwaltungssitz befindet sich im Ort Venables.
Zum 1. Januar 2021 wurden per Dekret die Communes déléguées Venables, Bernières-sur-Seine und Tosny aufgelöst und die Zusammenlegung wird fortan als einfache Fusion geführt. Der Verwaltungssitz wurde nach Bernières-sur-Seine verlegt.

## Lage
Der Ort liegt am linken Seineufer in einer Flussschleife zwischen Louviers und Les Andelys.

## Geschichte
Die mittelalterlichen Herren von Tosny wanderten nach der normannischen Eroberung nach England aus, wo sie unter dem Namen Lord Toeny oder Lord Tony zu Macht und Einfluss kamen.
Im Zweiten Weltkrieg (1939–1945) wurde Tosny im Sommer 1944 während der Operation Overlord durch die Alliierte Luftwaffe bombardiert.

## Bevölkerungsentwicklung
- 1962: 233
- 1968: 303
- 1975: 362
- 1982: 362
- 1990: 446
- 1999: 569
- 2005: 608
- 2018: 627

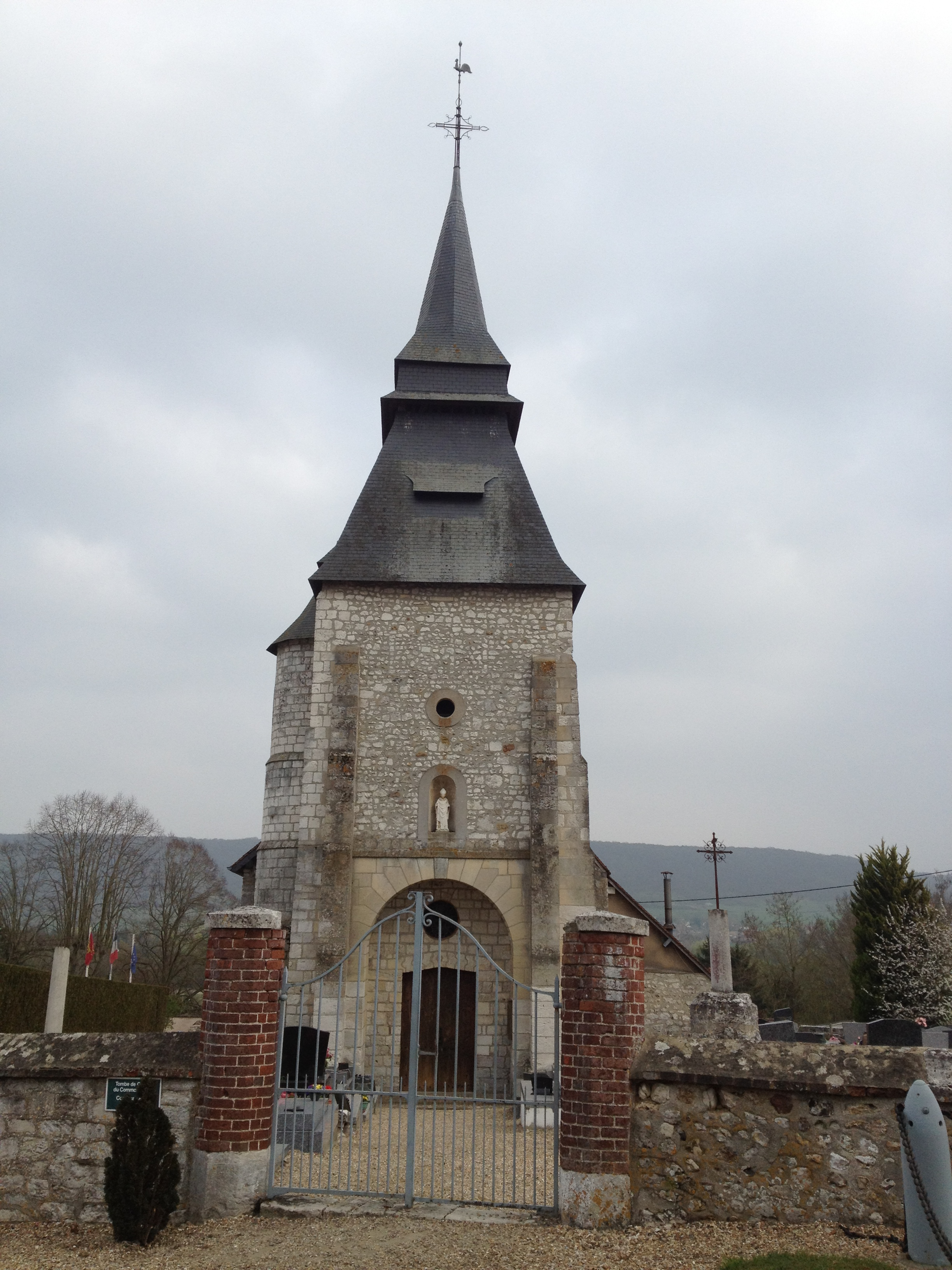
Kirche Saint-Sulpice
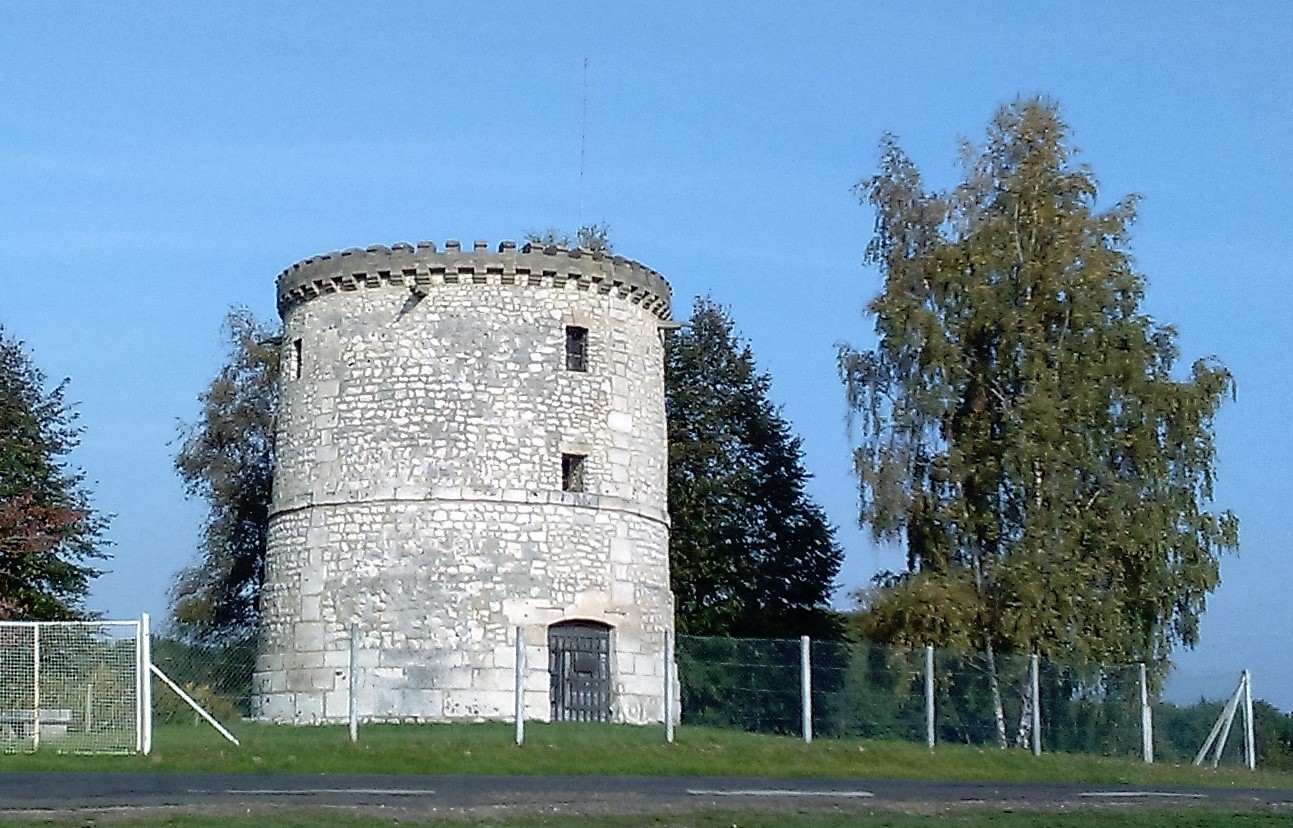
Turm Tosny (früher Windmühle und Telegrafenstation)